# Romano Bonagura
Romano Bonagura, né le 15 octobre 1930 à Ravenne et mort le 30 octobre 2010 à Casalpusterlengo, est un bobeur italien notamment champion du monde en 1963 et médaillé d'argent olympique en 1964.

## Carrière
Pendant sa carrière, Romano Bonagura remporte six médailles aux championnats du monde, toutes avec le pilote Sergio Zardini : l'or en bob à quatre en 1963, l'argent en bob à deux en 1962 et 1963, l'argent en bob à quatre en 1959 et 1962 et le bronze en bob à deux en 1961. Aux Jeux d'hiver de 1964 organisés à Innsbruck en Autriche, lors de sa seule participation olympique, Bonagura est médaillé d'argent en bob à deux avec Zardini.

## Palmarès

### Jeux Olympiques
- : médaillé d'argent en bob à 2 aux JO 1964.

### Championnats monde
- : médaillé d'or en bob à 4 aux championnats monde de 1963.
- : médaillé d'argent en bob à 2 aux championnats monde de 1962.
- : médaillé d'argent en bob à 4 aux championnats monde de 1959 et 1962.
- : médaillé de bronze en bob à 2 aux championnats monde de 1961.